# Андреј Цетински
Андреј Цетински Лев (Бања Лока, 30. новембар 1921 — Љубљана, 25. октобар 1997) био је учесник Народноослободилачке борбе, друштвено-политички радник СР Словеније, генерал-мајор ЈНА и народни херој Југославије.

## Биографија
Рођен је 1921. године у Бања Локи код Кочевја. Основну школу је завршио у родном месту, након чега је са својим родитељима, пољопривредним радницима, ишао у надницу. С осамнаест година отишао је да ради у Загреб и оданде се вратио кући маја 1941. године.
Код куће се убрзо укључио у народноослободилачки покрет. Да би избегао хапшење, 15. марта 1942. отишао је у Кочевску партизанску чету. Због исказаног јунаштва током борби, дали су му партизанско име Лев (Лав). Члан Комунистичке партије Југославије постао је 15. октобра 1942. године.
У Петој бригади „Иван Цанкар“, децембра 1942, Цетински је постао командир чете, затим командант батаљона и заменик команданта бригаде. Истакао се у борбама за време тзв. рошке офанзиве, на Трновцу, при заузимању утврђених положаја у Сухорју, Св. Крижу код Костањевице, Плетерју, Стојдраги, у нападу на Метлику, Шентруперт, Жужемберк и Кочевје, у борбама око Јеленовог Жлеба, код Чатежа, Прежгања, Дола, Кала и на другим местима.
После вишег официрског курса, који је завршио с одличним успехом, марта 1944. Главни штаб НОВ и ПО Словеније послао га је на Похорје за команданта Једанаесте словеначке бригаде „Милош Зиданшек“, коју је потом водио седам месеци. Штаб Четврте оперативне зоне похвалио је бригаду, пошто је у време пролећних немачких офанзивних акција била најактивнија, а поводом ослобођења Горњег Града, поред бригаде, похвалио је и њеног команданта Цетинског. Тај успех је био толико значајан да су бригаду похвалили и Врховни штаб НОВЈ и Главни штаб Словеније.
Октобра 1944. Цетински је постао командант оперативног штаба Шесте и Једанаесте бригаде, које је у тешким условима у Долењској успешно водио. Приликом повратка, децембра 1944, на Моравшку, обе бригаде је захватила велика немачко-домобранска офанзива. Цетински је командовао бригадама током јуриша на Муровици и Цицљу, и јануара 1945. на Менини планини, јер је то био једини начин да се бригаде спасе. Због планираног пребацивања бригада преко Саве, марта 1945. поверено му је организовање Групе штајерских одреда за борбе проитив немачких снага на територији Четврте оперативне зоне. Пошто су бригаде остале у Штајерској, Цетински је постављен за команданта Тринаесте словеначке бригаде „Мирко Брачич“.
Цетински је после рата био на разним дужностима у Југословенској народној армији. Године 1953. дипломирао је на Вишој војној академији ЈНА, на којој је касније био и предавач.
Његова последња функција у ЈНА била је заповедник Девете армије ЈНА. Пензионисан је у чину генерал-мајора ЈНА 1977. године. Био је и активан друштвено-политички радник.
Умро је 25. октобра 1997. године у Љубљани.
Носилац је Партизанске споменице 1941. и других југословенских одликовања, међу којима су Орден партизанске звезде са сребрним венцем, Орден заслуга за народ са сребрним зрацима, Ордена братства и јединства са сребрним венцем, Ордена народне армије са сребрном звездом и Ордена за храброст. Такође је био одликован и пољским Партизанским крстом. Орденом народног хероја одликован је 27. новембра 1953. године.